# Goedverwacht
Goedverwacht è una cittadina sudafricana situata nella municipalità distrettuale di West Coast nella provincia del Capo Occidentale.

## Geografia fisica
Il piccolo centro abitato sorge lungo le rive del fiume Platkloof a circa 145 chilometri a nord di Città del Capo.

## Storia
Il centro nasce come fattoria nel 1810, per poi essere acquisito da una missione della Chiesa morava nel 1889.